# O Xangô de Baker Street
Pour plus de détails, voir Fiche technique et Distribution.
O Xangô de Baker Street est une comédie luso-brésilienne réalisée par Miguel Faria Jr., sorti en 2001. 
Il s'agit de l'adaptation du roman éponyme de Jô Soares et le film transpose le personnage de Sherlock Holmes au Brésil plutôt qu'à Londres, à l’époque de l’empereur Pierre II.

## Distribution
- Joaquim de Almeida : Sherlock Holmes
- Marco Nanini : Mello Pimenta
- Anthony O'Donnell : Docteur Watson
- Maria de Medeiros : Sarah Bernhardt
- Cláudia Abreu : la baronne Maria Luiza
- Caco Ciocler : Miguel Solera de Lara
- Marcello Antony : Marquês de Salles
- Cláudio Marzo : l'empereur Pierre II
- Martha Overbeck : l'impératrice Thérèse-Christine
- Thalma de Freitas : Ana Candelária
- Letícia Sabatella : Esperidiana
- Malu Galli : Chiquinha Gonzaga
- Jô Soares : Desembargador Coelho Bastos
- Walney Costa : José White
- Roger Belo : le comte d'Eu
- Regiana Antonini : la princesse Isabelle

## Distinctions

### Nominations
- Grande Prêmio do Cinema Brasileiro 2002 : meilleur film